# Comunitat d'Estats Independents
La Comunitat d'Estats Independents (CEI) (en rus: Содружество Независимых Государств (СНГ) - Sodrújestvo Nezavíssimikh Gossudarstv) és una confederació o aliança d'onze de les quinze exrepúbliques soviètiques de la Unió Soviètica: Armènia, l'Azerbaidjan, Belarús, Geòrgia, el Kazakhstan, el Kirguizstan, Moldàvia, Rússia, el Tadjikistan i l'Uzbekistan. El Turkmenistan va deixar de ser membre permanent i és membre associat des del 26 d'agost del 2005, mentre que Ucraïna, tot i ser un dels estats fundadors el 1991, mai no va ratificar els estatuts del CEI del 1993, passant a ser també només membre associat. Els estats bàltics (Estònia, Letònia i Lituània) mai no han volgut participar en la CEI, argüint que la seva integració a l'antiga URSS havia estat forçada.
La seva creació va signar la dissolució de la Unió Soviètica i, segons Vladímir Putin, el seu propòsit va ser permetre un "divorci civilitzat" entre les repúbliques constituents de l'URSS. Nombrosos documents sobre cooperació econòmica, defensa i relacions internacionals han estat signats pels seus estats membres.
Tanmateix, la Comunitat d'Estats Independents ha perdut empenta des de 2010, a mesura que la diplomàcia russa ha anat desviant recursos, temps i esforços al projecte d'Unió Eurasiàtica. Aquest canvi de direcció s'ha topat amb les reticències de diversos estats membres de la CEI.

## Història

### Fundació
El 1991, la dissolució de la Unió Soviètica era inevitable, malgrat que la majoria de les seves repúbliques es mostraven a favor de la continuïtat de la Unió. El 8 de desembre, els líders de Rússia, Belarús i Ucraïna es van reunir per tal de crear la CEI i anunciar que totes les repúbliques s'hi podrien adherir.
Va ser llavors quan el president de la Unió Soviètica (Mikhaïl Gorbatxov) va dir que la reunió havia estat "il·legal i perillosa" i un "cop constitucional" a la nació. Tot i això, aviat es va veure clar que hi havia poc a fer. El 21 de desembre, els líders d'onze de les quinze repúbliques soviètiques es van reunir a Alma-Atà (Kazakhstan) i van firmar el tractat. Amb aquest acord multilateral quedava ratificada la CEI i dissolta l'URSS.
El 25 de desembre, Mikhaïl Gorbatxov va renunciar com a president de l'URSS. Les tres repúbliques bàltiques (Estònia, Letònia i Lituània) no van firmar el tractat, així com Geòrgia: els quatre països argumentaven que havien estat incorporats forçosament a la Unió Soviètica.
Els onze estats originals van ser Armènia, l'Azerbaidjan, Belarús, el Kazakhstan, el Kirguizstan, Moldàvia, Rússia, el Tadjikistan, el Turkmenistan, Ucraïna i l'Uzbekistan. El desembre de 1993, Geòrgia es va unir a la CEI després de la intervenció en la guerra civil de tropes properes al règim rus.

### Crisi actual de la CEI
Entre el 2003 i el 2005, els presidents de Geòrgia, Ucraïna i el Kirguizstan van ser apartats del poder en una sèrie de canvis polítics. Els nous governs han adoptat posicions clarament a favor d'occident per tal d'allunyar-se de la influència de Moscou. Geòrgia ha adoptat la posició més radical, prenent una actitud desafiant enfront de la Federació Russa en el conflicte d'Ossètia del Sud i Abkhàzia. La guerra va resultar en l'abandonament de la CEI per part de Geòrgia. Un altre país que mira a occident és Moldàvia, ja que s'està apropant més a la Unió Europea que a la CEI. Tanmateix, el setembre de 2012 el Parlament de Moldàvia aprovà un tractat de lliure comerç amb la CEI, tot i que ho va fer sobretot amb vistes a ingressar a la Unió Eurasiàtica.
El 25 de maig de 2007 es va celebrar una reunió del Consell de Caps d'Estat de la CEI a Ialta (Ucraïna) amb l'objectiu de millorar la integració dels recursos energètics dels estats membres. Les negociacions van culminar amb la signatura per part de l'Azerbaidjan, Belarús, el Kazakhstan, el Kirguizstan, Rússia i el Tadjikistan d'un acord per establir un mercat comú de l'energia. A conseqüència d'això, quatre dies més tard es va celebrar una reunió del Consell d'Energia Elèctrica de la CEI a Erevan (Armènia) per mirar d'aprofundir en el tema.
L'àmbit energètic és un dels més importants per a la CEI, ja que són precisament els grans recursos energètics d'algunes repúbliques els que les separen de l'òrbita russa, ja que n'afavoreixen la independència econòmica.

## Paper i organització de la CEI
Les oficines de la CEI se situen a Minsk (Belarús). El càrrec de President de la CEI rep el nom de Secretari Executiu. Fins a l'actualitat, tots els líders han estat russos o belarussos. Actualment l'organització és liderada per l'antic Ministre de l'Interior rus Serguei Lébedev.
Des del punt de vista històric, la CEI pot ser vista com l'entitat successora de l'URSS. Malgrat això, s'ha de ressaltar que la CEI no és un estat en si, i és comparable a la Unió Europea, tot i que amb un nivell d'integració molt més baix.
La CEI té com a tasca la coordinació del comerç, les finances, les lleis i la seguretat dels estats membres. En realitat aquests poders no són exercits normalment, fet pel qual la CEI és criticada interiorment i exteriorment. Per tal de canviar aquest fet, la prioritat més important de l'organització és l'establiment d'una zona franca en la seva òrbita i la unió econòmica dels seus membres. Està previst dur a terme aquest projecte, juntament amb la promoció dels valors democràtics i la prevenció del crim durant l'any 2005.
Durant els Jocs Olímpics de 1992 d'Albertville i Barcelona, la CEI va participar sota el nom de l'Equip Unificat per primera i única vegada. Des del 1993 cada estat membre ha competit sota la seva pròpia bandera.

### Institucions
Els membres de la CEI poden interaccionar i coordinar les seves accions a través de les institucions següents:
- Consell de Caps d'Estat
- Consell de Caps de Govern
- Consell de Ministres d'Afers Exteriors
- Consell de Ministres de Defensa
- Assemblea Interparlamentària (AI)

Es va establir el març de 1992 com una institució de consulta. Els primers participants van ser Armènia, Belarús, el Kazakhstan, el Tadjikistan, l'Uzbekistan, el Kirguizstan i la Federació Russa. Entre 1993 i 1996 l'Azerbaidjan, Geòrgia i Moldàvia també s'hi van unir. Ucraïna va acceptar unir-s'hi el 1999.
Les sessions de l'Assemblea Interparlamentària es duen a terme dos cops l'any a Sant Petersburg. Està composta per delegacions parlamentàries de cada un dels estats membres. L'AI compta amb les comissions següents: 
- Afers legals
- Economia i finances
- Política social i Drets humans
- Ecologia i Recursos naturals

- Tribunal Econòmic
- Consell Econòmic
- Comitè Executiu
- Consell de Comandants de Frontera
- Consell de Seguretat Col·lectiva
- Banc Interestatal
- Comitè Interestatal d'Estadística

## Pertinença

### Estats membres
| Estat       | Acord/protocol ratificat | Carta ratificada       | Notes          |
| ----------- | ------------------------ | ---------------------- | -------------- |
| Armènia     | 18 de febrer de 1992     | 16 de març de 1994     | Estat fundador |
| Azerbaidjan | 24 de setembre de 1993   | 24 de setembre de 1993 |                |
| Belarús     | 10 de desembre de 1991   | 18 de gener de 1994    | Estat fundador |
| Kazakhstan  | 23 de desembre de 1991   | 20 d'abril de 1994     | Estat fundador |
| Kirguizstan | 6 de març de 1992        | 12 d'abril de 1994     | Estat fundador |
| Moldàvia    | 8 d'abril de 1994        | 15 d'abril de 1994     |                |
| Rússia      | 12 de desembre de 1991   | 20 de juliol de 1993   | Estat fundador |
| Tadjikistan | 26 de juny de 1993       | 4 d'agost de 1993      |                |
| Uzbekistan  | 4 de gener de 1992       | 9 de febrer de 1994    | Estat fundador |

### Estat associat
| Estat        | Acord/protocol ratificat | Carta ratificada | Notes                                                                             |
| ------------ | ------------------------ | ---------------- | --------------------------------------------------------------------------------- |
| Turkmenistan | 26 de desembre de 1991   | No ratificat     | "Estat fundador". Mai ha estat membre de ple dret. "Estat associat" des del 2005. |

### Estat observador
| Estat    | Estat d'observador obtingut | Carta ratificada | Notes |
| -------- | --------------------------- | ---------------- | ----- |
| Mongòlia | 2008                        | No ratificat     |       |

### Antics estats membres, associats i observadors
| Estat      | Acord/protocol ratificat | Carta ratificada   | Retirada           | Efectiu            | Notes |
| ---------- | ------------------------ | ------------------ | ------------------ | ------------------ | --- |
| Geòrgia    | 3 de desembre de 1993    | 19 d'abril de 1994 | 18 d'agost de 2008 | 18 d'agost de 2009 | Es va retirar com a resultat de la guerra russo-geòrgia del 2008. |
| Ucraïna    | 10 de desembre de 1991   | No ratificat       | 19 de maig de 2018 | 19 de maig de 2018 | "Estat fundador". Mai ha estat membre de ple dret. "Estat associat" de 1994 a 2018. Va deixar de participar en gran manera a la CEI a partir del 2014 i va retirar representants de tots els òrgans estatutaris de la CEI el 2018 com a conseqüència de la guerra russo-ucraïnesa. |
| Afganistan | No ratificat             | No ratificat       | 15 d'agost de 2021 | 15 d'agost de 2021 | Es va incorporar com a estat observador el 2006. Estatus en qüestió des de la presa de possessió de l'Afganistan pels talibans l'agost de 2021. |

## Líders

### Secretaris executius

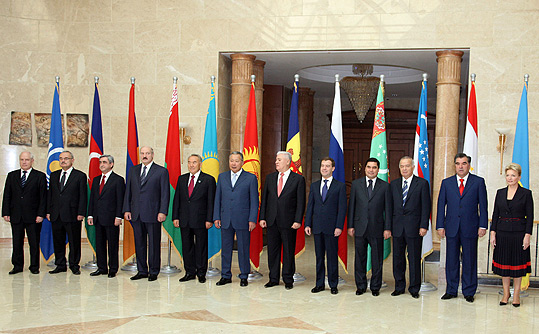
Reunió de líders de la CEI a Bixkek (2008)

| Nom               | Estat   | Mandat                                      |
| ----------------- | ------- | ------------------------------------------- |
| Ivan Korotxenya   | Belarús | 26 de desembre de 1991 – 29 d'abril de 1998 |
| Borís Berezovski  | Rússia  | 29 d'abril de 1998 – 4 de març de 1999      |
| Ivan Korotxenya   | Belarús | 4 de març de 1999 – 2 d'abril de 1999       |
| Iuri Iàrov        | Rússia  | 2 d'abril de 1999 – 14 de juny de 2004      |
| Vladímir Ruixailo | Rússia  | 14 de juny de 2004 – 5 d'octubre de 2007    |
| Serguei Lébedev   | Rússia  | des del 5 d'octubre de 2007                 |

## Drets humans
Des de la seva fundació, un dels objectius primaris de la CEI ha estat servir de fòrum per debatre temes relacionats amb el desenvolupament social i econòmic dels nous estats independents. Per fer-ho, els estats membres han arribat a diversos acords per promoure i protegir els drets humans. Al principi, les úniques coses que van fer eren declaracions d'intencions, però el 26 de maig de 1995 es va adoptar la Convenció dels Drets Humans i Llibertats Fonamentals de la Comunitat d'Estats Independents.
Fins i tot abans que se signés el tractat dels drets humans l'any 1995, l'article 33 de la Carta de la CEI, adoptada el 1991, establia una Comissió dels Drets Humans amb seu a Minsk (Belarús). Aquesta decisió va ser confirmada pel Consell de Caps d'Estat de la CEI el 1993. Només dos anys més tard, el 1995, la CEI va adoptar un tractat dels drets humans que cobria drets civils, polítics, socials i econòmics. El tractat va entrar en vigor l'any 1998. El tractat de la CEI es va inspirar en la Convenció Europea de Drets Humans, però manca del sistema d'implementació robust que té aquesta. El tractat de la CEI dona una autoritat molt borrosa a la Comissió dels Drets Humans. Tanmateix, l'Estatut de la Comissió dels Drets Humans, adoptada també per decisió dels estats membres, dona a la Comissió el dret de rebre comunicacions interestatals i individuals.
El tractat de la CEI presenta diverses innovacions importants que no es troben en altres tractats de drets humans regionals, com ara la Convenció Europea de Drets Humans. Això es reflecteix en els drets humans que protegeix i en la manera com ho fa. Per exemple, combina els drets socials i econòmics amb els drets a una educació professional i a la ciutadania. També proporciona als antics estats de la Unió Soviètica un context cultural més familiar a l'hora de tractar el tema dels drets humans.

## Organitzacions relacionades

### CEEA
La Comunitat Econòmica Eurasiàtica (CEEA) té els seus orígens en una unió de duanes entre Belarús, Rússia i el Kazakhstan formalitzada el dia 29 de març de 1996. Va ser reanomenada CEEA el 10 d'octubre de l'any 2000, quan Belarús, el Kazakhstan, el Kirguizstan, Rússia i el Tadjikistan van signar el tractar. La CEEA va ser creada formalment quan els cinc membres estats la van ratificar el maig de 2011. Armènia, Moldàvia i Ucraïna en són observadors. Actualment, la CEEA està treballant en un mercat comú de l'energia i promoure l'ús eficient de l'aigua a l'Àsia central.

### OCAC
El Kazakhstan, Kirguizstan, Tadjikistan, Turkmenistan i l'Uzbekistan van formar l'OCAC el 1991 amb el nom de Comunitat de l'Àsia Central (CAC). El 1994, l'organització es va transformar en Unió Econòmica de l'Àsia Central (UEAC), en la qual no van participar el Tadjikistan i Turkmenistan. El 1998 va esdevenir la Cooperació Econòmica de l'Àsia Central (CEAC), que tornava a comptar amb el Tadjikistan. Finalment, el 28 de febrer de 2002 va ser reanomenada amb el seu nom actual. Rússia s'hi va unir el 28 de maig de 2004. El 7 d'octubre de 2005, els estats membres van decidir donar llum verda a l'adhesió de l'Uzbekistan a la Comunitat Econòmica Eurasiàtica, així com tirar endavant la fusió d'ambdues organitzacions. Aquesta unió es va produir el 25 de gener de 2006. Encara no se sap que passarà amb l'estatus dels països observadors de l'OCAC que no són observadors de la CEEA (Geòrgia i Turquia).

### OTSC

Logo de l'OTSC

Membres de l'OTSC
Membres del GUAM
Altres membres de la CEI

L'Organització del Tractat de Seguretat Col·lectiva (OTSC) (en rus: Организация Договора о Коллективной Безопасности), o simplement el Tractat de Taixkent (en rus: Ташкентский договор) va començar com a Tractat de Seguretat Col·lectiva de la CEI, que va ser signat el dia 15 de maig de 1992 per Armènia, el Kazakhstan, el Kirguizstan, la Federació Russa, el Tadjikistan i l'Uzbekistan a la ciutat de Taixkent. L'Azerbaidjan va firmar el tractat el 24 de setembre de 1993, Geòrgia ho va fer el 9 de desembre de 1993 i Belarús ho va fer el 31 de desembre del mateix any. El tractat va entrar en vigor el 20 d'abril de 1994.
El TSC va ser establert per un termini renovable de cinc anys. El dia 2 d'abril de 1999, només sis dels membres de l'OTSC van firmar un protocol per renovar el tractat cinc anys més, però l'Azerbaidjan, Geòrgia i l'Uzbekistan van decidir retirar-se del tractat. El 10 d'octubre de 1997 es va signar un protocol a Estrasburg, entre Geòrgia, Ucraïna, l'Azerbaidjan i Moldàvia que va ser batejat GUAM amb les inicials d'aquests països. El 1999, l'Uzbekistan es va unir al grup i, per aquest motiu, es va canviar el nom a GUUAM. El 5 de maig de 2005 l'Uzbekistan va abandonar el grup, que es va tornar a anomenar GUAM. Actualment es considera que el grup està estancat. Per aquest i d'altres motius, la reunió prevista a Ialta el 2004, es va anul·lar. El 2005, els socis de l'OTSC van dur a terme exercicis militars conjunts. El mateix any, l'Uzbekistan es va retirar del GUAM i, el 23 de juny de 2006, es va convertir en membre de ple dret de l'OTSC i la seva adhesió va ser ratificada formalment pel seu parlament el 28 de març de 2008. L'OTSC és una organització observadora de l'Assemblea General de les Nacions Unides.

## Relacions amb altres blocs
La Unió Europea és un altre bloc regional que ha establert llaços amb els països que formen la Comunitat d'Estats Independents. Les relacions tenen l'objectiu d'ajudar els estats postsoviètics a dur a terme la transició a una economia de mercat dins d'un context democràtic. L'ajut de la UE s'articula principalment al voltant del programa TACIS i, en menor mesura, el Joint Venture Programme.

## Dades econòmiques
Dades provinents de la Divisió d'Estadística de les Nacions Unides i de la base estadística Arxivat 2018-12-24 a Wayback Machine. de la CIA.
| Estat            | Població (2012) | PIB (2007) (USD)  | PIB (2012) (USD)  | Creixement econòmic (2012) | PIB per capita (2007) | PIB per capita (2012) |  |
| ---------------- | --------------- | ----------------- | ----------------- | -------------------------- | --------------------- | --------------------- |  |
| Belarús          | 9.460.000       | 45.275.738.770    | 58.215.000.000    | 4,3%                       | 4.656                 | 6.710                 |  |
| Kazakhstan       | 16.856.000      | 104.849.915.344   | 210.642.000.000   | 5,2%                       | 6.805                 | 11.700                |  |
| Kirguizstan      | 5.654.800       | 3.802.570.572     | 6.197.000.000     | 0,8%                       | 711                   | 1.100                 |  |
| Rússia           | 143.369.806     | 1.294.381.844.081 | 2.053.000.000.000 | 3,4%                       | 9.119                 | 14.240                |  |
| Tadjikistan      | 8.010.000       | 2.265.340.888     | 7.263.000.000     | 2,1%                       | 337                   | 900                   |  |
| Uzbekistan       | 29.874.600      | 22.355.214.805    | 51.622.000.000    | 4,1%                       | 831                   | 1.800                 |  |
| Total de la CEEA | 213.223.782     | 1.465.256.182.498 | 2.380.852.000.000 | -                          | 7.077                 | 9.700                 |  |
| Azerbaidjan      | 9.235.100       | 33.049.426.816    | 71.043.000.000    | 3,8%                       | 3.829                 | 7.500                 |  |
| Moldàvia         | 3.559.500       | 4.401.137.824     | 7.589.000.000     | 4,4%                       | 1.200                 | 2.100                 |  |
| Total del GUAM   | 62.932.500      | 186.996.463.870   | 269.609.000.000   | -                          | 2.975                 | 4.200                 |  |
| Armènia          | 3.274.300       | 9.204.496.419     | 10.551.000.000    | 2,1%                       | 2.996                 | 3.500                 |  |
| Turkmenistan     | 5.169.660       | 7.940.143.236     | 33.466.000.000    | 6,9%                       | 1.595                 | 6.100                 |  |
| Total            | 284.598.122     | 1.668.683.151.661 | 2.629.572.000.000 | -                          | 6.005                 | 7.800                 |  |